# 原田珠々華
原田 珠々華（はらだ すずか、2002年6月24日 - ）は、日本のアイドルで、女性アイドルグループ・アイドルネッサンスおよび、虹のコンキスタドールの元メンバー。神奈川県出身。愛称は、ずーちゃん。
2016年6月よりアイドルネッサンスに加入し、グループが解散する2018年2月まで在籍。2018年6月にタワーレコード所属のソロ歌手として活動を始める。2022年6月より虹のコンキスタドールに予科生として加入し、2023年7月本科生に昇格。2024年2月にグループを卒業し引退した。

## 略歴
- 幼少期よりモデル・タレントとして活動[6]。

2015年
- 12月25日、アイドルネッサンス候補生10人を発表[7]（当時は「すずか」名義[8]）。

2016年
- 1月3日、「アキバで2016年初めるネッサンス!!」でお披露目[9]。
- 2月から4月までAKIBAカルチャーズ劇場で月1回の定期公演に出演[7]。
- 6月11日、ニッショーホールにて開催されたイベント「アイドルネッサンス部 新体制お披露目するネッサンス!!」において、アイドルネッサンス候補生であった当時中学2年生の原田と野本ゆめかが、アイドルネッサンスへ加入することが発表された[10][11]。

2018年
- 2月24日、横浜ベイホールにて開催されたワンマンライブ「ヨコハマで感謝するネッサンス!!」をもって、アイドルネッサンスが解散。これにより、原田のアイドル活動に一旦終止符が打たれることとなった[12]。
- 6月19日、シンガーソングライターとして活動を開始[13][14]。タワーレコード初の専属アーティストとなる[15]。
- 6月24日、原田珠々華の16歳の誕生日に、自ら作詞作曲した楽曲をギターで弾き語る『#すずがたり』と称し、SHOWROOMによるライブ配信にて披露[16]。
- 7月26日、タワーレコード発行のフリーマガジン『bounce』と、同社の音楽レビューサイト『Mikiki』にて「原田珠々華の歌いながら行こうよ」が連載開始[17][18]。
- 8月3日、「TOKYO IDOL FESTIVAL 2018」の初日、フジテレビ7FのFUJI YOKO STAGEにてソロデビューを果たし、 自ら作詞作曲したオリジナルソングを披露[19][20]。同日夜、フジテレビ湾岸スタジオ屋上のSKY STAGEにも出演。最終日の8月5日には、ダイバーシティ東京プラザ フェスティバル広場のFESTIVAL STAGEに出演[21][22]。
- 8月25日、「@JAM EXPO 2018」にソロ歌手として初出演[23][24]。
- 11月3日、デビューシングル『Fifteen』発売[3][25]。
- 12月13日、初のワンマンライブ「原田珠々華 ワンマンライブ〜BAND SET〜『ハジマリのオト』」を、渋谷WWWにて開催[26]。
- 12月23日、ギター弾き語りによるアコースティックライブ「原田珠々華 ワンマンライブ〜Acoustic Set〜『title』」を、下北沢GARDENにて開催[27]。

2019年
- 4月24日、1stミニアルバム『はじめての青』発売[28][29]。
- 7月26日、「六本木アイドルフェスティバル 2019」に出演[30]。
- 9月22日、「イナズマロックフェス 2019」に出演[31]。
- 10月20日、原田がオリジナル楽曲を制作・提供したアレスホームのCMが公開される[32]。
- 10月26日より、「原田珠々華 Café Live Tour」を、大阪・名古屋・東京にて開催[33]。
- 12月16日、横浜赤レンガ倉庫で開催された「毎日がクリスマス 2019」に出演[34]。

2020年
- 1月18日より、「原田珠々華 カフェライブツアー 2020」を、全国8会場で開催[35][36]。
- 5月10日より、マルチ配信ライブ「REFLECTION」シリーズを公開[37]。
- 11月29日より、「原田珠々華 カフェライブツアー 2020」を、全国5会場で開催[38]。

2021年
- 3月26日、高校生ラストワンマンライブ「Teenager」を、Shibuya O-WESTにて開催[39]。
- 8月26日より、「Harada Suzuka Monthly Presents『Voyage』を、東京・三軒茶屋GRAPEFRUIT MOONにて各回ゲストを招き全5回開催[40]。
- 12月22日、2ndミニアルバム『光の行方』発売[41]。

2022年
- 1月22日より、「原田珠々華 カフェライブツアー 2022」を、全国5会場で開催[42]。
- 3月31日、タワーレコードとの専属契約を満了。
- 6月4日、虹のコンキスタドール予科生となる[43]。

2023年
- 7月8日、予科生から本科生へ昇格。

2024年
- 2月29日、虹のコンキスタドールを卒業し芸能活動を引退した[5]。

## 人物
- ジジという名前の黒いトイプードルとパピヨンのミックス犬を飼っていた。名前は、毛が黒いことから魔女の宅急便に出てくる黒猫ジジにちなんでいる[44]。
- 鳥居坂46（欅坂46）のオーディションを受けるも落選していたことをブログで明かしている[45]。
- ジャンボリミッキーのお姉さんにはまって、ダンスを頑張っている
- 2023年2月に虹のコンキスタドール予科生に加入した栗原舞優（原田と共に2023年7月本科生に昇格）はアイドルネッサンス候補生の同期。シンガーソングライター時代、当時リルネードだった栗原に「生まれ変わったらもう一度アイドルがしてみたい」と語ったことから、栗原のソロイベント（まゆちゃん♡ガールズパーティー（2022年1月15日、代官山UNIT））への出演を誘われ、「アイドルをしている自分がやっぱり好きだ」と思ったとブログに記している[46]。原田が虹のコンキスタドール予科生に加入した後、「栗原田」としてユニット活動を行っていた。
- 虹のコンキスタドール卒業と引退は健康上の理由によるもの[5]。

## 公演

### ワンマンライブ
2018年
- 原田珠々華 ワンマンライブ〜BAND SET〜「ハジマリのオト」（12月13日、渋谷WWW）[26]
- 原田珠々華 ワンマンライブ〜Acoustic Set〜「title」（12月23日、東京・下北沢GARDEN）[26]

2019年
- 原田珠々華 ワンマンライブ2019「tsuki-no-de」（2月16日、shibuya CYCLONE）[27][47]
- 原田珠々華 ライブシリーズ「月面旅行」東京（3月31日、月見ル君想フ）[47]
- 原田珠々華 ライブシリーズ「月面旅行」兵庫（4月7日、クラブ月世界）
- 原田珠々華 17th生誕イベント「SAMEROCK 2019」（6月23日、渋谷CYCLONE）
- 原田珠々華 ワンマンライブ2019 〜夏期集中講座〜（8月12日、東京・渋谷WWW）[48]
- 原田珠々華 ライブシリーズ 2019 〜夏季集中講座・追試〜（8月31日、 大阪・梅田Shangri-La）
- 原田珠々華 Café Live Tour[33]
  - 大阪（10月26日、新町 cafe Room）
  - 名古屋（10月27日、Paradise cafe21）
  - 東京（11月4日、下北沢440）
- 原田珠々華 定期公演〝Wake Up!〟[49]
  - Vol.1（10月11日、渋谷gee-ge）
  - Vol.2（11月23日、同上）
  - Vol.3（12月29日、同上）

2020年
- 原田珠々華 カフェライブ2020[35][50]
  - 大阪（1月18日、新町 cafe Room）
  - 名古屋（1月19日、Paradise cafe21）
  - 盛岡（1月25日、Bar Cafe the S）
  - 仙台（1月26日、SENDAI KOFFEE CO.）
  - 横浜（2月9日、Thumbs Up）
  - 福岡（2月22日、LIV LABO）
  - 広島（2月23日、西条公会堂）
  - 新潟（3月1日、Gioia Mia）
- マルチ配信ライブ「REFLECTION」 - 配信のみの無観客ライブ[37]
  - #0（5月10日、渋谷CUTUP STUDIO）
  - #1（5月24日、同上）
  - #2（6月7日、同上）
  - #3（8月8日、同上）
- 原田珠々華 18th生誕記念配信ライブ「SAMEROCK 2020」（6月27日、渋谷CUTUP STUDIO）[51]
- 原田珠々華 カフェライブ2020[38]
  - 新潟（11月29日、Gioia Mia）
  - 大阪（12月5日、新町 cafe room）
  - 名古屋（12月6日、Paradise cafe21）
  - 仙台（12月12日、SENDAI KOFFEE CO.）
  - 横浜（12月19日、Thumbs Up）

2021年
- 高校生ラストワンマンライブ「Teenager」（3月26日、Shibuya O-WEST）[39][52]
- 原田珠々華 19th生誕イベント「SAMEROCK 2021」（6月27日、Shibuya O-WEST） - ゲスト：クマリデパート[53]
- Harada Suzuka Monthly Presents「Voyage」（東京・三軒茶屋 GRAPEFRUIT MOON）
  - #1（8月26日、ゲスト：片耳にカラスムギ。）[40]
  - #2（9月24日、ゲスト：ヤングスキニー）[54]
  - #3（10月22日、ゲスト：レイラ）[55]
  - #4（11月30日、ゲスト：畑山悠月 KALMA）[56]
  - #5（12月19日、ゲスト：松本ユウ リュックと添い寝ごはん）[57]
全公演入場を大幅に制限し配信も行った。

2022年
- 原田珠々華 カフェライブツアー2022[42]
  - 大阪（1月22日、新町 cafe room）
  - 名古屋（1月23日、Paradise cafe21）
  - 仙台（1月29日、SENDAI KOFFEE CO.）[58]
  - 宇都宮（2月5日、コーヒー・ルンバ）
  - 横浜（2月11日、Thumbs Up）

### フェス・イベント
2018年
- TOKYO IDOL FESTIVAL 2018（8月3日・5日、お台場・青海周辺エリア）[20]
- 夏クル2018 amiinA presents "Wonder Cruising!!!"（8月14日、横浜港 クルーザー ROSA ALBA号 船上）[59]
- @JAM EXPO 2018（8月25日、横浜アリーナ）[24]
- AIS-All Idol Songs-「2マン公演AIS-Friend vol.4 〜with 原田珠々華さん〜」（9月2日、AKIBAカルチャーズ劇場）[60][61]
- 湯会（9月15日、東京天然温泉古代の湯）[62][63]
- ミュージックパーク 〜Girls&Music Theater〜（11月11日、渋谷ストリームホール）[64]
- Gimme a music !! 20181112（11月12日、下北沢GARDEN）
- amiinA tour『Discovery Field』（12月16日、青山・月見ル君想フ）
- TERASHIMA KAWAII FESTIVAL vol.1（12月21日、新宿ReNY）

2019年
- tipToe. 定期イベント「homeroom 20」（1月6日、渋谷WOMB）
- Negicco新年会〜健康ランドで2019年もよろしくネギネギ！〜（1月14日、新潟県・ホンマ健康ランド）
- オトノホウvol.3（3月2日、下北沢モナレコード）[27]
- マジックポップ（3月7日、吉祥寺STAR PINE’S CAFE） - 神﨑風花（sora tob sakana）と共に出演[27]
- lyrical school “MY DATE III-3” （3月10日、Shibuya O-EAST）
- VS GAY - 2MAN GAY LIVE – （3月12日、渋谷WWW）
- タワーレコード錦糸町パルコ店オープング記念イベント（3月16日、錦糸町パルコ）
- 下北ハイスクール音楽祭2019 supported by BIG UP!（3月27日、下北沢周辺エリア）[27]
- ギュウ農フェス2019（5月6日、新木場STUDIO COAST）
- Shimokitazawa SOUND CRUISING 2019（5月25日、下北沢周辺エリア）[65]
- クマリデパート主催 ekoms presents 「tsuki depart vol.8」（6月27日、月見ル君想フ）
- CURRY&MUSIC JAPAN 2019（6月29日、横浜赤レンガ倉庫）[66]
- lyrical school ONEMAN SHORT TOUR 2019 "ROAD SHOW"（7月7日、川崎CLUB CITTA'） - オープニングアクト
- 六本木アイドルフェスティバル2019（7月26日、六本木ヒルズアリーナ）[30]
- TOKYO IDOL FESTIVAL 2019（8月2日 - 4日、お台場・青海周辺エリア）[67][68]
- tipToe. 定期イベント・三原海生誕「homeroom26」（8月18日、渋谷WWW）
- @JAM EXPO 2019（8月24日、横浜アリーナ）[69]
- Laguna 11th anniversary special Harvest Moon!!!（8月27日、下北沢Laguna）
- 月見ル夜（9月8日、月見ル君想フ） - 開歌-かいか-、amiinA、sora tob sakana と共演
- イナズマロックフェス2019（9月22日、琵琶湖畔）[31]
- 円頓寺デイリーライブ（9月26日、名古屋市・円頓寺）[70]
- amiinA presents「Wonder Traveller!!! OKINAWA」（10月13日、沖縄・Cozy Beach Club） - 台風の影響により中止
- 渋谷音楽祭2019 星空ラジオスペシャルバージョン（10月19日、コスモプラネタリウム渋谷）[71]
- Girls' Acoustic Live Stage（12月12日、ヤマハホール）[72]
- ポタフェス AUTUMN/WINTER TOUR 2019（12月15日、ベルサール秋葉原）
- エアトリ presents 毎日がクリスマス 2019（12月16日、横浜赤レンガ倉庫）[34]
- amiinA 主催ライブ「turn on the light」（12月19日、Shibuya O-WEST）
- tipToe. 3rd full album発売記念イベント「timetrip」（12月22日、O-Crest）

2020年
- SHINE（1月11日、代官山・晴れたら空に豆まいて） - Miyake Haruka、Chimaと共に出演
- あいらもえかコンサート「ガチンコ２の８」（2月4日、SHIBUYA PLEASURE PLEASURE）

2021年
- miyu 1st Live“Language of flowers”（4月18日、月見ル君想フ）
- LIVEHOLIC 6th Anniversary series〜invitation〜（7月28日、下北沢LIVEHOLIC）
- ALL IN ONE SUMMER SPECIA（8月9日、下北沢club251）
- Girls' Acoustic Live Stage -2021 Summer-（8月24日、SHIBUYA PLEASURE PLEASURE）[73]
- 川崎ブレイブサンダース北海道戦オープニングショー（10月24日、川崎市とどろきアリーナ）[74]
- Otani Pre.「Girls Spirits vol.2」（11月23日、赤坂・navey floor）

2022年
- まゆちゃん♡ガールズパーティー（1月15日、代官山UNIT）[75]
- fishbowl 定期 vol.5（3月21日、LIVE ROXY SHIZUOKA）[76]
- SWEET 21ST BIRTHDAY 〜栗原舞優21歳生誕祭〜（6月19日、代官山UNIT）[77]
- 栗原田!（2022年12月3日、高円寺HIGH）

2023年
- 卯年!栗原田! うさぴょん新年会（1月18日、Spotify O-nest）
- 栗原田から1週間遅れのバレンタイン♡（2月21日、秋葉原ディアステージ）

## 作品

### シングル
| No. | 形式      | タイトル                | 品番    | 収録曲                      | 発売日         | 備考                 |
| --- | --------- | ----------------------- | ------- | --------------------------- | -------------- | -------------------- |
| -   | CD-R      | Fifteen / あなたへ      | HS-0004 | 1. Fifteen 2. あなたへ      | 2018年9月2日   | イベント会場限定販売 |
| 1   | 配信      | Fifteen                 | HS-0008 | 1．Fifteen                  | 2018年11月3日  |                      |
| 2   | 配信      | Moon Light              | HS-0016 | 1．Moon Light               | 2019年2月13日  |                      |
| 3   | 配信      | プレイリスト            | HS-0021 | 1．プレイリスト             | 2019年4月3日   |                      |
| 4   | CD-R 配信 | Sixteen                 | HS-0034 | 1．Sixteen                  | 2019年11月27日 |                      |
| 5   | 配信      | サイダー / 泣きたい夜に | HS-0046 | 1．サイダー 2．泣きたい夜に | 2020年8月12日  |                      |
| 6   | 配信      | 光合成                  | -       | 1．光合成                   | 2021年12月10日 |                      |

### アルバム
| No. | 形式    | タイトル     | 品番                                     | 収録曲 | 発売日         | 備考                                       |
| --- | ------- | ------------ | ---------------------------------------- | --- | -------------- | ------------------------------------------ |
| 1   | CD 配信 | はじめての青 | 通常盤:：TRJC-1084 初回限定版：TRJC-1085 | 1．ハジマリのオト 2．Moon Light 3．プレイリスト 4．今年の夏休みは君とデートに行きたい 5．Fifteen 6．聞いてよ 7．Hero | 2019年4月24日  | 通常版はCD のみ 初回限定盤はフォトブック付 |
| 2   | CD 配信 | 光の行方     | TRJC-1116                                | 1．秘密 2．わたしに着替えて 3．帰路 4．プラチナ 5．光合成                                                            | 2021年12月22日 |                                            |

### オリジナル曲
| 発表順 | タイトル                           | 作詞・作曲 | 編曲     | リリース日     | 備考                 |
| ------ | ---------------------------------- | ---------- | -------- | -------------- | -------------------- |
| 1      | Hero                               | 原田珠々華 | 山本幹宗 | 2019年4月24日  |                      |
| 2      | 今年の夏休みは君とデートに行きたい | 原田珠々華 | 山本幹宗 | 2019年4月24日  |                      |
| 3      | Fifteen                            | 原田珠々華 | 山本幹宗 | 2018年11月3日  | MVの監督は島田大介   |
| 4      | あなたへ                           | 原田珠々華 | -        | -              |                      |
| 5      | 永遠の交差点                       | 原田珠々華 | -        | -              |                      |
| 6      | プレイリスト                       | 原田珠々華 | 山本幹宗 | 2019年4月3日   | MVの監督は増田雄一   |
| 7      | ねがいごと                         | 原田珠々華 | -        | -              |                      |
| 8      | 生まれてきてから                   | 原田珠々華 | -        | -              |                      |
| 9      | シルバーコード                     | 原田珠々華 | -        | -              |                      |
| 10     | ハジマリのオト                     | 原田珠々華 | 山本幹宗 | 2019年4月24日  |                      |
| 11     | 聞いてよ                           | 原田珠々華 | 山本幹宗 | 2019年4月24日  |                      |
| 12     | Moon Light                         | 原田珠々華 | 山本幹宗 | 2019年2月13日  | MVの監督は頃安祐良   |
| 13     | 山椒魚                             | 原田珠々華 | -        | -              |                      |
| 14     | title                              | 原田珠々華 | -        | -              |                      |
| 15     | Sixteen                            | 原田珠々華 | 山本幹宗 | 2019年11月27日 | MVの監督は江田明里   |
| 16     | Seventeen                          | 原田珠々華 | -        | -              |                      |
| 17     | サイダー                           | 原田珠々華 | 山本幹宗 | 2020年8月12日  | MVの監督はスミス     |
| 18     | 泣きたい夜に                       | 原田珠々華 | 山本幹宗 | 2020年8月12日  |                      |
| 19     | シンガロング                       | 原田珠々華 | -        | -              |                      |
| 20     | 光合成                             | 原田珠々華 | 守尾崇   | 2021年12月10日 | MVの監督は荻颯太郎   |
| 21     | 秘密                               | 原田珠々華 | マウマウ | 2021年12月22日 |                      |
| 22     | わたしに着替えて                   | 原田珠々華 | 守尾崇   | 2021年12月22日 | ヤマモトショウと共作 |
| 23     | 帰路                               | 原田珠々華 | 守尾崇   | 2021年12月22日 |                      |
| 24     | プラチナ                           | 原田珠々華 | 守尾崇   | 2021年12月22日 | MVの監督は小森一輝   |

### 参加楽曲
- fishbowl 「雪景 feat.原田珠々華」（2021年12月3日、payayaam records）

## 出演

### テレビ
- 熱波（2019年5月2日、テレビ埼玉）
- 西川貴教の僕らの音楽（2019年11月28日、フジテレビNEXT）
- 美しい世界を そこに旅が待っている！（2023年3月31日、テレビ神奈川）

### ドラマ
- Qrosの女 スクープという名の狂気 第3話（2024年10月21日、テレビ東京）

### 雑誌
- 週刊アスキー No.1190（2018年8月7日発売 、角川アスキー総合研究所）[79][80] - 電子書籍。表紙、巻頭カラーグラビア、インタビュー掲載。
- BUBKA（2018年10月号、白夜書房）[81] - 「南波一海のライブアイドル a go go!!」にインタビュー掲載。
- Top Yell NEO 2018 AUTUMN（2018年9月29日、竹書房）[82]
- 月刊エンタメ（2018年10月号、徳間書店）[83] - 「TIF2018 プレイバック特集」にインタビュー掲載。
- OVERTURE（2019年3月25日発売 No.018 - 2020年3月26日発売 No.022、徳間書店）
連載「原田珠々華の東京すずがたり」[84][85]
- CDジャーナル（2019年5・6月合併号、株式会社音楽出版社）[86]
- 横浜ウォーカー（2019年5月号、KADOKAWA）[87]
- NEXTGIRL図鑑 2020-2021（CM NOW 別冊）（2020年9月15日、玄光社）[88]
- FLASH（2022年8月23日、光文社）- 初グラビア[89]

### デジタル写真集
- 『ただいま！』（2022年11月18日、光文社）

### フリーマガジン
- bounce（2018年07月25日発行 417号 - 2019年10月25日発行 432号、TOWER RECORDS）
連載「原田珠々華の歌いながら行こうよ」[17][90][49]